# Carbonia Calcio
Il Carbonia Calcio A.S.D., meglio nota come Carbonia, è una società calcistica italiana con sede nella città di Carbonia. Milita in Eccellenza, il quinto livello del campionato italiano di calcio.
Nata pochi mesi dopo la fondazione della città, la squadra è la principale società calcistica di Carbonia. Visse il suo periodo migliore negli anni cinquanta quando con il nome di Gruppo Sportivo Carbosarda militò in Serie C, sfiorando in alcune occasioni la promozione in Serie B; dopo il Cagliari, la Torres e l'Olbia è la quarta società calcistica della Sardegna per numero di partecipazioni a campionati nazionali.

## Storia
Il club, con il nome di Dopolavoro Carbonia, fu fondato nel maggio del 1939 per iniziativa di alcuni dipendenti delle miniere cittadine, a pochi mesi dalla fondazione della città di Carbonia, avvenuta per iniziativa del regime fascista. La compagine nero-azzurra (i colori derivavano dal gonfalone della città) venne iscritta al campionato di Prima Divisione regionale, e, nel gennaio del 1940, disputò la sua prima gara ufficiale, battendo a Terralba la squadra padrona di casa per 4-1. In quel periodo fu inaugurato l'impianto "della Gioventù italiana del Littorio", intitolato pochi mesi dopo a Costanzo Ciano, e ribattezzato dopo la fine del regime in "Comunale". Dal 9 settembre 2011 l'impianto è intitolato a Carlo Zoboli, bandiera e recordman di presenze con la maglia della squadra negli anni cinquanta e sessanta e rimasto in seguito nell'ambiente societario con vari ruoli.

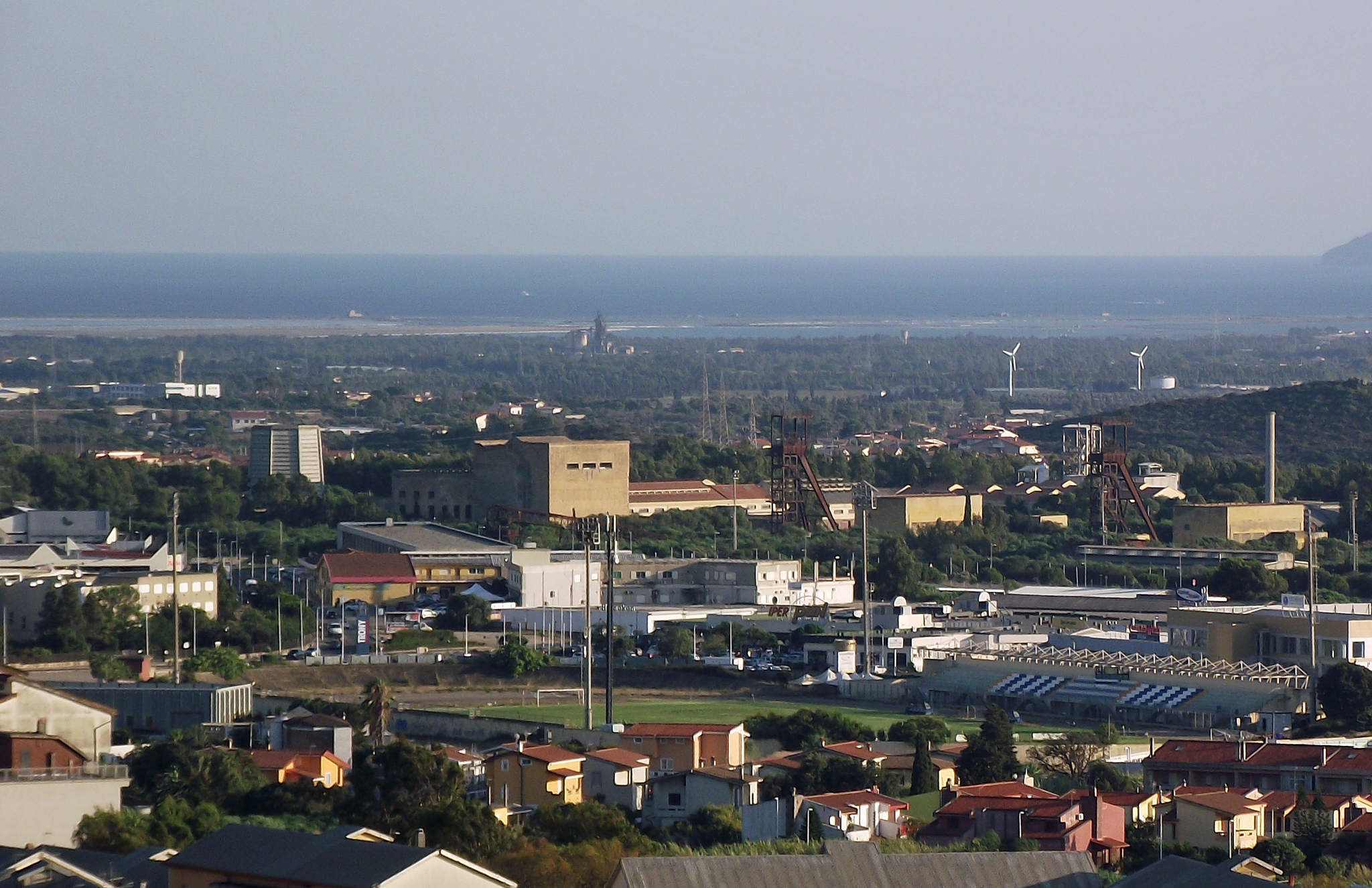
Lo stadio Carlo Zoboli visto da Costa Medau Becciu

Dopo aver disputato vari campionati regionali a cavallo della Seconda guerra mondiale, la squadra (che nel frattempo aveva assunto i colori bianco-blu odierni) ricevette dall'inizio degli anni cinquanta il supporto finanziario della società che gestiva le miniere della zona, particolarmente produttive in quel periodo. Per questo la compagine mineraria assunse il nome di Gruppo Sportivo Carbosarda. In questi anni ottenne i migliori risultati della sua storia: nella stagione 1952-53 ottenne la piazza d'onore il campionato meridionale di IV Serie, ottenendo la promozione nella Serie C a girone unico, e nel suo primo campionato di categoria sfiorò clamorosamente la promozione in Serie B (1953-54). Fu però il 10 giugno 1956 che la squadra sarda fallì l'impresa di approdare tra i cadetti, perdendo all'ultima giornata lo scontro diretto contro il Venezia, al quale era arrivata da prima in classifica, in un match in cui ai bianco-blu sarebbe bastato un pareggio in Veneto per ottenere la promozione. Fu in ogni caso un terzo posto che rimane il miglior risultato della storia bianco-blu.

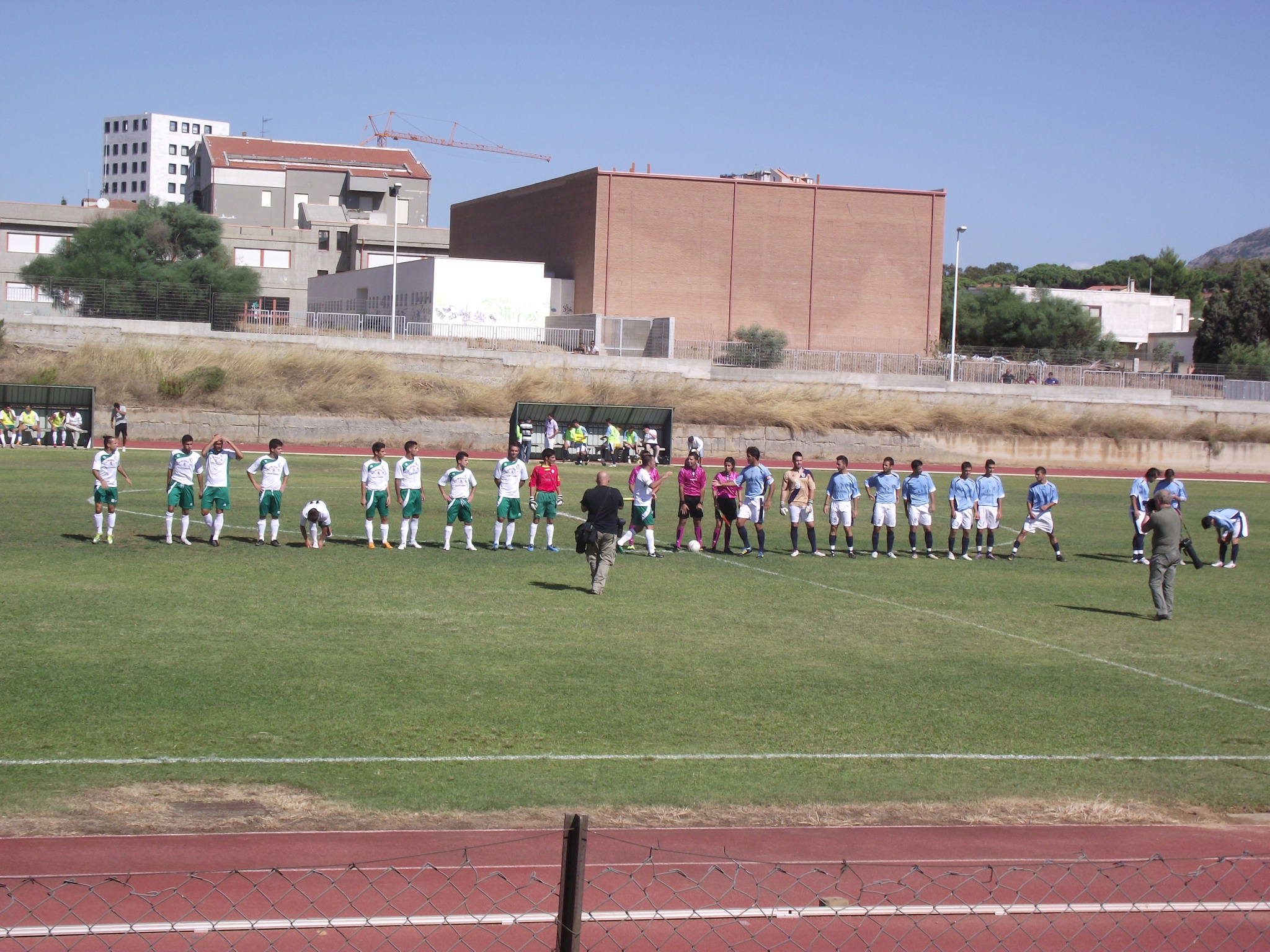
Formazione del Carbonia (in maglia celeste) durante Carbonia-Castiadas della stagione 2011/12. A causa dell'indisponibilità dello stadio Zoboli la partita è stata disputata, come in altre occasioni simili, al campo sportivo Giuseppe Dettori della città mineraria

Nel 1957-58 la promozione fu mancata nuovamente per un punto, e a fine stagione la squadra partecipò alla Coppa Italia, ospitando al Comunale tra le altre anche la Fiorentina vicecampione d'Italia ed il Prato, contro il quale il 15 giugno 1958 si disputò quella che fu la prima partita in notturna in Sardegna. La forte crisi che di lì a qualche anno avrebbe portato alla chiusura di molte miniere della zona spinse la Carbosarda nel 1959 ad abbandonare la società, che prese il nome di Associazione Calcio Carbonia. La perdita del fondamentale sostegno economico della Carbosarda fece svanire così la solidità economica della compagine bianco-blu e fu questa una delle ragioni principali del tracollo: nel 1959-60 la squadra terminò all'ultimo posto e pochi anni dopo retrocesse nei campionati regionali. Dopo aver riconquistato la Serie D sul finire degli anni settanta, il Carbonia nel 1981-82 vinse il proprio girone del Campionato Interregionale, riapprodando tra i professionisti. In quell'esperienza il Carbonia non riuscì ad andare oltre sofferte salvezze; al termine del campionato 1987-88 i sulcitani persero lo spareggio-salvezza di Terni contro il Pontedera, ritornando tra i dilettanti dopo 6 stagioni. Anche in questo caso una delle cause della retrocessione fu imputabile alla preoccupante situazione finanziaria della società, che esplose in tutta la sua drammaticità due anni dopo, quando venne dichiarato il fallimento della compagine mineraria, dopo due buoni campionati in Interregionale.
Ripartita dalla Terza Categoria la società acquisì il titolo sportivo dell'altra compagine carboniense della Sguotti tornando in Promozione nel 1991-1992 e salendo al primo tentativo in Eccellenza, categoria mantenuta per cinque stagioni con un terzo posto nel 1992-1993 come miglior risultato in quel lustro. Dopo la retrocessione del 1996-1997 il Carbonia partecipò per quattro stagioni al campionato di Promozione, a cui ne seguirono tre in Prima Categoria. Riconquistata la Promozione grazie ai risultati della stagione 2003-2004 la società, che in quello stesso periodo assunse la denominazione di Associazione Sportiva Dilettanti Carbonia Calcio, rimase nel torneo di secondo livello regionale per quattro stagioni, venendo promossa in Eccellenza nel 2007-2008 e prendendo parte a questo campionato sino alla retrocessione del 2012-2013. Dopo sei ulteriori presenze in Promozione il Carbonia si fuse con l'USD Samassi nel giugno 2019, fatto che riportò la società nel campionato di Eccellenza, categoria in cui militava la disciolta compagine campidanese. La stagione 2019-2020 portò ai minerari la vittoria della propria prima Coppa Italia regionale di categoria e in seguito il primo torneo di Eccellenza sardo della storia del Carbonia, che tornava così in serie D a 30 anni dall'ultima partecipazione nel massimo campionato dilettantistico italiano. Dopo due stagioni nella massima categoria dilettantistica nazionale la squadra retrocesse in Eccellenza regionale, dove milita da allora.

## Statistiche e record

### Partecipazione ai campionati
| Livello | Categoria                 | Partecipazioni | Debutto   | Ultima stagione |
| ------- | ------------------------- | -------------- | --------- | --------------- |
| 3º      | Serie C                   | 12             | 1947-1948 | 1959-1960       |
| 4º      | IV Serie                  | 1              | 1952-1953 | 1952-1953       |
| 4º      | Serie C2                  | 6              | 1982-1983 | 1987-1988       |
| 4º      | Serie D                   | 10             | 1960-1961 | 2021-2022       |
| 5º      | Serie D                   | 3              | 1978-1979 | 1980-1981       |
| 5º      | Campionato Interregionale | 3              | 1981-1982 | 1989-1990       |

### Partecipazione alle coppe
| Competizione | Partecipazioni | Debutto   | Ultima stagione | Totale |
| ------------ | -------------- | --------- | --------------- | ------ |
| Coppa Italia | 2              | 1957-1958 | 1958-1959       | 2      |

## Palmarès

Il Carbonia vincitore del Campionato Interregionale 1981-1982, girone N, e promosso in Serie C2

### Competizioni interregionali
- IV Serie: 1

1952-1953 (girone F)
- Campionato italiano Serie D: 1

1981-1982

### Competizioni regionali
- Prima Categoria: 1

1962-1963
- Promozione: 2

1977-1978, 1991-1992
- Eccellenza: 1

2019-2020
- Coppa Italia Dilettanti Sardegna: 1

2019-2020
- Coppa Cossu-Mariotti: 1

1964-1965

### Competizioni provinciali
- Terza Categoria: 1

1990-1991